# Tyrrellspass
Tyrrellspass (irisch Bealach an Tirialaigh ‚Tyrrells Pfad‘) ist ein Dorf im County Westmeath in der Republik Irland mit 480 Einwohnern.

## Lage
Tyrrellspass liegt etwa 80 Kilometer westlich von Dublin. Südlich der Ortschaft verläuft die M6 motorway Richtung Athlone und Galway. Davon geht hier die N52 ab, die nach Mullingar führt. Sie wird gekreuzt von der R446 von Rochfortbridge kommend nach Kilbeggan.

## Geschichte
Auch wenn Tyrrellspass Castle im beginnenden 15. Jahrhundert errichtet wurde, hat die Ortschaft eine recht junge Geschichte. Früher hieß das Gebiet Fartullagh (irisch: Fir Thulach). 1597 kam es hier im Neunjährigen Krieg zu einem Gefecht, bei dem irische Truppen unter der Führung Richard Tyrrells die englischen Truppen zurückschlug.
Der Ortskern geht aber auf eine georgianische Planung zurück, die im späten 18. Jahrhundert angelegt wurde.
1820 wurde das Gerichtsgebäude zu einer anglikanischen Kirche St. Sinian’s umgebaut. Die katholische St. Stephen’s Church wurde später gebaut.

## Sehenswürdigkeiten
- anglikanische St. Sinian’s Church
- Tyrrellspass Castle

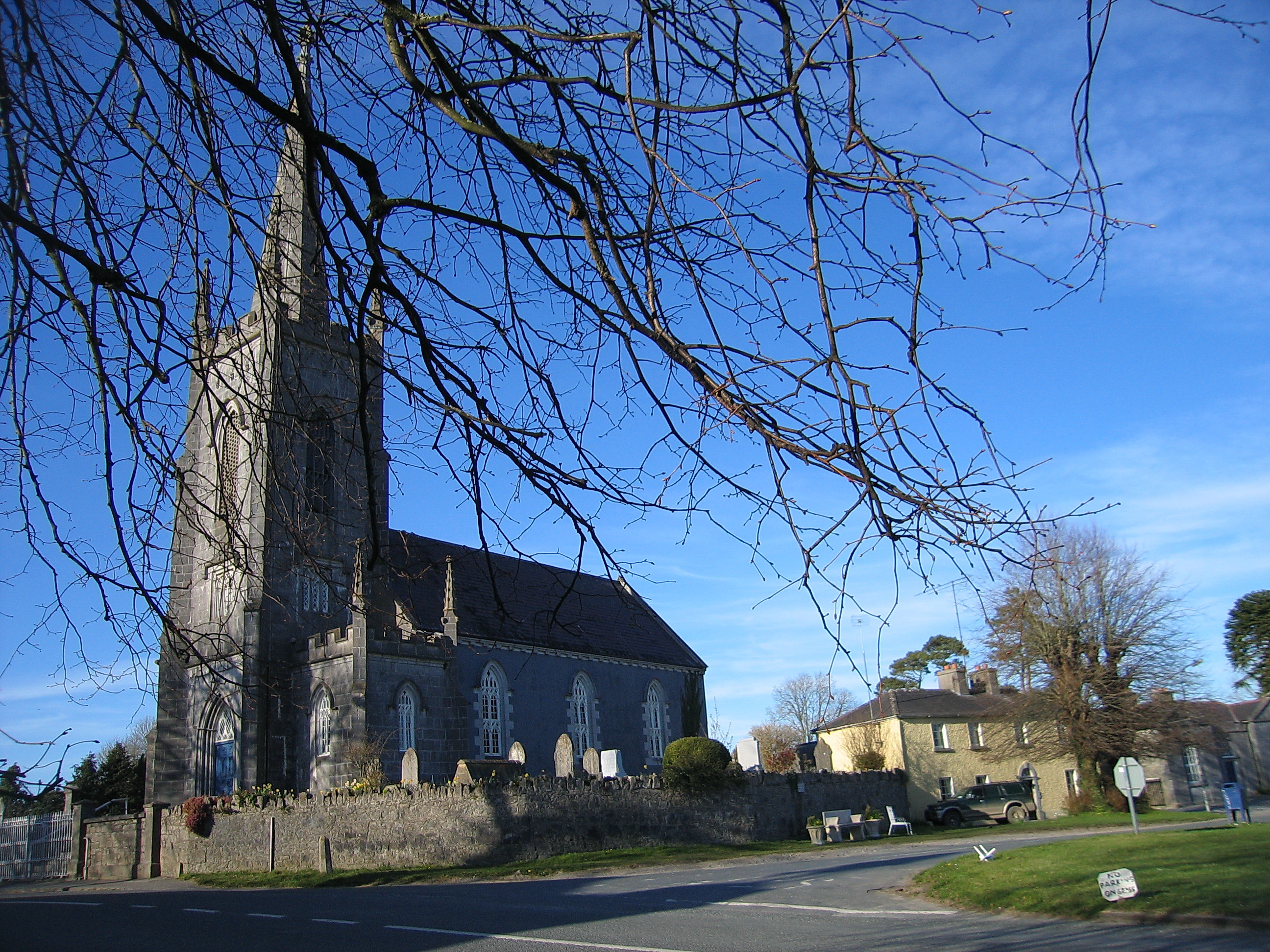
St. Sinian’s Church
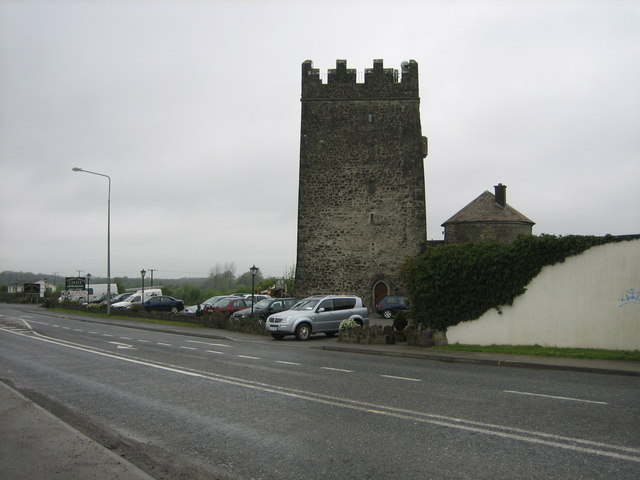
Tyrrellspass Castle

### Tourismus, Sport, Verkehr
Etwa zweieinhalb Kilometer westlich von Tyrrellspass befindet sich das New Forest Golf Resort.

## Persönlichkeiten
- Ray Kelly (* 1953), „singender Priester“